# Barycholos
Barycholos – rodzaj płazów bezogonowych z podrodziny Holoadeninae w obrębie rodziny Craugastoridae.

## Rozmiesczenie geograficzne
Rodzaj obejmuje gatunki występujące na tropikalnych nizinach Ekwadoru oraz w południowo-wschodniej Brazylii.

## Systematyka
Rodzaj zdefiniował w 1969 roku amerykański herpetolog William Ronald Heyer w artykule zatytułowanym Badania nad rodzajem Leptodactylus (Amphibia, Leptodactylidae) III. Nowa definicja rodzaju Leptodactylus i opis nowego rodzaju świstkowatych, opublikowanym w czasopiśmie „Contributions in Science”. Gatunkiem typowym jest (oryginalne oznaczenie) B. pulcher.

### Etymologia
Barycholos: gr. βορυχολος borukholos ‘brutalny, dziki’ (ang. savage); nazwa ta honoruje Jaya M. Savage’a (ur. 1928), amerykańskiego herpetologa.

### Podział systematyczny
Do rodzaju należą następujące gatunki:
- Barycholos pulcher (Boulenger, 1898)
- Barycholos ternetzi (Miranda-Ribeiro, 1937)